# Epigrammi (Ennio)
Gli Epigrammi (Epigrammata) erano un'opera di Quinto Ennio.
Dovevano essere molti e importanti, ma ne sono sopravvissuti appena cinque distici elegiaci: due autocelebrativi e tre dedicati a Scipione l'Africano, del quale viene predetta una gloria immortale.